# 메이테쓰 짓코선
짓코 선(일본어: 築港線)은 일본 아이치현 나고야시 미나미구의 오에역부터 나고야 시 미나토구의 히가시나고야코 역을 잇는 나고야 철도의 철도 노선이다.

## 노선 정보
- 노선 거리 : 1.5 km
- 궤간 : 1067mm
- 역 수 : 2역 (기.종점역 포함)
- 복선화 구간 : 없음 (전 구간 단선)
- 전철화 구간 : 전 구간 (직류 1500V)
- 폐색 방식 : 스텝 폐색식
- 최고 속도 : 60 km/h

## 역 목록
- 전 구간 아이치현 나고야시에 소재.

| 역 번호 | 역명                | 일어 역명  | 역간 거리 | 영업 거리 | 접속 노선                  | 소재지   |
| ------- | ------------------- | ---------- | --------- | --------- | -------------------------- | -------- |
| TA 03   | 오에                | 大江       | -         | 0.0       | 나고야 철도 ■ 도코나메선   | 미나미구 |
|         | 메이덴칫코 (화물역) | 名電築港   | 1.1       | 1.1       | 나고야 임해 철도 도치쿠 선 | 미나토구 |
| CH 01   | 히가시나고야코      | 東名古屋港 | 0.4       | 1.5       |                            | 미나토구 |